# レベッカ・ナース

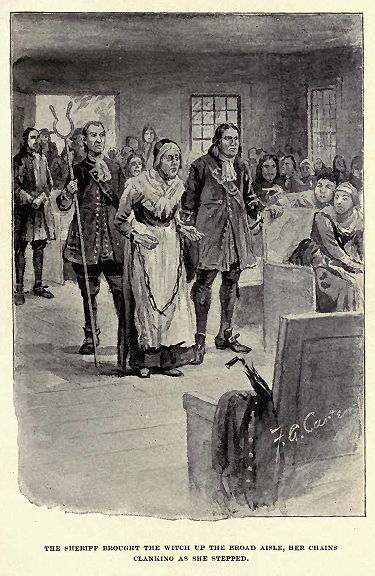
レベッカ・ナースの魔女裁判

レベッカ・タウン・ナース（英語: Rebecca Towne Nurse または Nourse, 1621年2月21日 - 1692年7月19日）は、1692年のセイラム魔女裁判中、ニューイングランドのマサチューセッツ湾直轄植民地政府によって魔術を使った疑いで処刑された人物。
イングランド王国のグレート・ヤーマスで生まれ、その後に家族でマサチューセッツ湾直轄植民地のセイラムに移住した。彼女はフランシス・ナースの妻で、数人の子供や孫から、そして地域社会の一員として尊敬されていた。
ナースに信憑性のある証拠はなかったが、彼女は有罪判決を受け、1692年7月19日に魔女として絞首刑となった。これは、マサチューセッツ湾直轄植民地の占領後、植民地内にサタンが存在すると考えられていた魔術ヒステリーの時期に発生した。
ナースの結婚した姉妹メアリー・イースティとサラ・クロイスも魔女として告発された。メアリーは有罪判決を受け、処刑されたが、サラは生き残った。
レベッカ・ナースを最初に魔女と名指ししたのはアビゲイル・ウィリアムズだった。